# Noussair Mazraoui
Noussair Mazraoui (arab. ‏نصير مزراوي‎; ur. 14 listopada 1997 w Leiderdorp) – marokański piłkarz, występujący na pozycji obrońcy w Manchesterze United oraz w reprezentacji Maroka. Uczestnik Pucharu Narodów Afryki 2019, 2023 oraz Mistrzostw Świata 2022.

## Kariera klubowa
Jest wychowankiem holenderskiego AFC Ajax. W czasach juniorskich trenował także w AVV Alphen i Alphense Boys. W latach 2016–2018 grał w drugoligowych rezerwach Ajaksu. W 2018 dołączył do pierwszego zespołu. W Eredivisie zadebiutował 4 lutego 2018 w wygranym 3:1 meczu z NAC Breda. Do gry wszedł w 89. minucie, zastępując Davida Neresa. W sezonie 2018/2019 wraz z klubem zdobył mistrzostwo i puchar kraju.
W 2022 przeszedł do Bayernu Monachium na zasadzie wolnego transferu, jego kontrakt obowiązywał do 30 czerwca 2026 roku, jednak 13 sierpnia 2024 roku podpisał czteroletni kontrakt z opcją przedłużenia o kolejny rok z Manchesterem United. W nowym klubie zadebiutował trzy dni później w wygranym 1:0 meczu przeciwko Fulham, zostając zmienionym w 81 minucie spotkania przez Jonny'ego Evansa.

## Kariera reprezentacyjna
W reprezentacji Maroka zadebiutował 8 września 2018 w wygranym 3:0 meczu z Malawi. Grał w nim od 73. minuty, gdy zmienił Nabila Dirara.

## Statystyki
(aktualne na dzień 12 sierpnia 2025)
| Klub               | Sezon              | Liga               | Liga  | Liga   | Puchar krajowy | Puchar krajowy | Puchar ligi | Puchar ligi | Europa | Europa | Inne  | Inne   | Suma  | Suma   |
| Klub               | Sezon              | Liga               | Mecze | Bramki | Mecze          | Bramki         | Mecze       | Bramki      | Mecze  | Bramki | Mecze | Bramki | Mecze | Bramki |
| ------------------ | ------------------ | ------------------ | ----- | ------ | -------------- | -------------- | ----------- | ----------- | ------ | ------ | ----- | ------ | ----- | ------ |
| Jong Ajax          | 2016/17            | Eerste divisie     | 33    | 6      | –              | –              | –           | –           | –      | –      | –     | –      | 33    | 6      |
| Jong Ajax          | 2017/18            | Eerste divisie     | 22    | 6      | –              | –              | –           | –           | –      | –      | –     | –      | 22    | 6      |
| AFC Ajax           | 2017/18            | Eredivisie         | 8     | 0      | 0              | 0              | –           | –           | 0      | 0      | –     | –      | 8     | 0      |
| AFC Ajax           | 2018/19            | Eredivisie         | 28    | 1      | 3              | 1              | –           | –           | 17     | 2      | –     | –      | 48    | 4      |
| Jong Ajax          | 2019/20            | Eerste divisie     | 1     | 0      | –              | –              | –           | –           | –      | –      | –     | –      | 1     | 0      |
| AFC Ajax           | 2019/20            | Eredivisie         | 13    | 0      | 1              | 0              | –           | –           | 6      | 0      | 0     | 0      | 20    | 0      |
| AFC Ajax           | 2020/21            | Eredivisie         | 19    | 0      | 1              | 0              | –           | –           | 6      | 1      | –     | –      | 26    | 1      |
| AFC Ajax           | 2021/22            | Eredivisie         | 25    | 5      | 1              | 0              | –           | –           | 8      | 0      | 1     | 0      | 35    | 5      |
| Bayern Monachium   | 2022/23            | Bundesliga         | 19    | 1      | 1              | 0              | –           | –           | 5      | 0      | 1     | 0      | 26    | 1      |
| Bayern Monachium   | 2023/24            | Bundesliga         | 19    | 0      | 1              | 0              | –           | –           | 8      | 0      | 1     | 0      | 29    | 0      |
| Manchester United  | 2024/25            | Premier League     | 37    | 0      | 3              | 0              | 3           | 0           | 14     | 0      | 0     | 0      | 57    | 0      |
| Manchester United  | 2025/26            | Premier League     | 0     | 0      | 0              | 0              | 0           | 0           | –      | –      | –     | –      | 0     | 0      |
| Ogólnie w karierze | Ogólnie w karierze | Ogólnie w karierze | 224   | 19     | 11             | 1              | 3           | 0           | 64     | 3      | 3     | 0      | 305   | 23     |

## Sukcesy

### AFC Ajax
- Eredivisie: 2018/19, 2020/21, 2021/22
- Puchar Holandii: 2018/19, 2020/21
- Superpuchar Holandii: 2019

### Bayern Monachium
- Bundesliga: 2022/23
- Superpuchar Niemiec: 2022